# 干预权
干预权是声称美国的州有权反对其认为聯邦政府違憲的行动。

## 概述
按照干预论，一州被认为有权在联邦政府和本州人民间，通过行动来阻止联邦政府强制（实施）该州认为違憲的举措，进行干预。在1958年的庫伯訴亞倫案中，美國最高法院明确否定了干預權。美國最高法院和下級法院一直認為，宣布聯邦法律違憲的權力屬於聯邦司法機構，而不屬於各州。法院认定，被援引以阻碍联邦法律执行的干预论是无效的宪法学说。
干预论跟废止论的提法很接近，废止论认为各州有权废止那些被认为不合宪的联邦法律，并有权在各州边界内阻止此类法律的执行。
尽管干预权和废止权颇有相似，但仍有一些差异。废止权是一州单独的行动，而干预权被认为各州采取的联合行动。
废止权是一个州将一项联邦法律判定违宪的声明，并伴随有该法律无效且在该州不会执行。干预权也涉及一州将一项联邦法律判定违宪，但干预权最初被构想为并不会导致该项联邦法律在该州不会执行。相反，法律将仍旧被执行。因此，干预权可被视作比废止权更温和（的版本）。
一旦某项联邦法律被某州视作违宪，那该州可以采取诸多种“干预”行动。这些行动包括跟其他州沟通这项违宪法律，尝试获得其他州的支持，向联邦国会请愿撤销该项法律，向国会提交宪法修正案，或召开一次宪法会议。

### 與废止论的關係
干预论和废止论经常被一同并提，并且很多同样的准则可同时适用于这两项理论。实践上，"废止"和"干预"这两个术语经常被不加区分地使用。约翰·卡德威尔·卡尔霍恩指出这两个术语可互换，表示：“被弗吉尼亚如此郑重宣称的干预权，无论其被如何表述，州权、否决权、废止权，或其他称呼——我认为这是我们制度的最基础原则”。 在1950年南方反对学校取消种族隔离运动当中，很多南方州尝试以此称呼的《干预法》来保护其施行种族隔离的学校，倘若《干预法》有效的话，将会起到废止（联邦法律）的效果。
这些《干预法》不管是被贴上“干预法”还是“废止法”的标签，都受到法院的严厉打击。

## 弗吉尼亚决议
干预权在由詹姆斯·麦迪逊所草拟的《弗吉尼亚决议案》中初次出現，他写道：
本大会明确和强制性地宣布，考虑到联邦政府诸权是由各州作为缔约方的契约所产生；受到缔结契约方式的明确意义和意图的限制；由于联邦政府诸权乃由契约所列举诸权之授予，倘若（联邦政府）故意、明显和危险地行使该契约未授予的其他权力，则这些权力将不再有效。作为该契约缔约方的各州，为维系各州在其各自范围内本留给各州的诸权限、诸权利和诸自由，有权利并有义务干预之，以阻止恶果蔓延
按此陈述，麦迪逊断言各州“有连带的义务来干预”，以制止因为一项来自联邦政府“故意、明显和危险的”的违宪举动带来的危害。麦迪逊并未特别说明这种干预权具体行动的法律程序性细节，也未澄清干预权将有怎样的后果。《弗吉尼亚决议案》，与同时代的《肯塔基决议案》不同，并未断言各州可判定一项联邦法律无效。
因此《弗吉尼亚决议案》有时被认为比《肯塔基决议案》更温和，而在《肯塔基决议案》中断言一州可废止违宪的联邦法律。
没有別州接受《肯塔基和弗吉尼亚决议案》。七州正式拒绝了肯塔基和弗吉尼亚州（的决议案）。 其他三州通过各自决议表达了反对。至少六州回应了这些决议，持有的立场是国会行动的合宪法性是联邦法院的问题，而非各州议会。例如，佛蒙特州的决议表述：“佛蒙特州的州大议会高度反对弗吉尼亚州的大议会决议，因为该决议在性质上违宪，并且其举动带有危险趋势。”并非各州议会有权决定由联邦政府制定之法律是否合宪；此种权力唯独由联邦司法机关享有。
1800年，弗吉尼亚议会发布了一份报告回应了（各州）对《弗吉尼亚决议案》的批评。麦迪逊撰写了这份1800年的报告。麦迪逊承认了《弗吉尼亚决议案》的每一部分，并再次重申当其认为一项联邦法律违宪时，各州有权干预。他解释说，一州的干预行动与宪法的司法阐释不同，没有法律效应。但是，当各州干预并声明一项联邦法律违宪时，这些声明则“是观点的表达，并不伴随其可能产生的任何效果，仅仅是提供反馈”。司法部门的表达，在另一方面，则具有强制性的立即效果。
麦迪逊解释道，各州表达（对联邦法律）的违宪目的在于组织对联邦法律的反对，并争取其他州的协作（以反对该项法律）。麦迪逊说各州可以采取不同种类的联合行动来改变形势，比如联合要求国会撤销该法律，指示各州参议员提交宪法修正案，或者提议召开宪法会议以修宪。
在19世纪30年代的抗税危机当中，麦迪逊进一步解释了他草拟的《弗吉尼亚决议案》当中的干预论的概念。麦迪逊否认任何单个州有权最终决定一项联邦立法是否合宪。麦迪逊写到，“但是，从任何角度来看，联邦（合众国）法律的废止都不可能像现在所主张的那样，（其权力）合法地属于作为宪法缔约方之一的单个州；州不能公开宣布不再遵守宪法。” 一个更明显的困难（矛盾）在于，（干预权）或许是更致命和无法想象的无政府状态的入口。 相反，麦迪逊设想的干预权将是“各州的一致和合作的干预，而不是一个州的干预权。”麦迪逊认为，干预将涉及一些州间的联合行动，如修改宪法。

## 19世纪干预权的尝试
在19世纪，一些州以干涉权或废止权威胁或试图废止联邦法律。这些州经常援引《弗吉尼亚决议》并使用干预权的语言，甚至他们经常试图和废止（联邦法律）来威胁。这些干预权尝试无一被法律认可。
从1809年开始，最高法院对一系列案件中的各种干预权和废止权的企图作出裁决。
南北战争结束了大部分干预权的企图。

## 学校取消种族隔离
1950年代在联邦法院在布朗诉教育委员会案判决种族隔离违背宪法后，一些南方州试图干预。在南方各州的很多人民强烈反对布朗案判决。他们认为 布朗案决议是一项违宪判决，削减了各州的权利，并且各州有权阻止其判决在南方边界内强制执行。詹姆斯·基尔帕特里克，Richmond News Leader的一位编辑，写了一系列社论敦促“大众抵抗”学校的取消种族隔离。基尔帕特里克重新提出了各州干预的观点，将其作为抵制联邦政府行动的宪法基础。
至少有十州通过干预或废止意义上的法律，尝试阻止在其学校的取消种族隔离。阿肯色州通过了几项法律，以试图阻止在其学校的取消种族隔离运动。联邦最高法院，一致决议，各州政府无权废止布朗案的判决。最高法院认为，“布朗”案判决及其实施既不能由州立法者、州行政人员或司法官员公开和直接宣布无效，也不能由他们通过巧妙或巧妙的回避隔离计划间接宣布无效。 另外，Cooper v. Aaron案 直接认为，州试图废止联邦法律是无效的。
一个相似的案件来自路易斯安纳的干预法，最高法院维持了 联邦地区法院的裁决，拒斥了干预权。联邦地区法院的裁决 重述了干预权的理论，并发现在联邦宪法中并未给干预论留有基础。联邦地区法院陈述：“结论非常清楚，干预权并非是一种宪法学说”。认真地看，干预权是对宪法权威的非法蔑视。否则，“这只不过是一场抗议，一个让立法者释放蒸汽以缓解紧张局势的逃生阀。”无论是庄严的还是精神的，干预决议都没有法律效力。
1963年8月28日，马丁·路德·金于华盛顿特区林肯纪念堂前其著名的《我有一个梦想》的演说中有提及干预权和废止权。
我有一个梦想，梦想有一天，阿拉巴马能有所改观，尽管（现在）种族主义分子横行，尽管该州州长仍满嘴充斥着干预权和废止权的词句，但有朝一日，那里的黑人男孩和女孩将能够与白人男孩和女孩情同骨肉，携手并进。

## 当代争论
最近几个州的立法机构提出了干预权和废止权。一些议员认为，各州应该利用这些理论来宣布国会某些法案违宪，特别是包括2010年的患者保护与平价医疗法案。一些州的立法机构已经提出干预或废除相关的法案。反对者回应说，干预论不是一个有效的宪法学说，且已经不可信。